# Нагаторо
Нагаторо (яп. 長瀞町 Нагаторо-мати) — посёлок в Японии, находящийся в уезде Титибу префектуры Сайтама. Площадь посёлка составляет 30,40 км², население — 7503 человека (1 августа 2014), плотность населения — 246,81 чел./км².

## Географическое положение
Посёлок расположен на острове Хонсю в префектуре Сайтама региона Канто. С ним граничат город Хондзё и посёлки Минано, Мисато, Йории.

## Население
Население посёлка составляет 7503 человека (1 августа 2014), а плотность — 246,81 чел./км². Изменение численности населения с 1980 по 2005 годы:
| 1980 | 8908 чел. |  |
| 1985 | 8963 чел. |  |
| 1990 | 8906 чел. |  |
| 1995 | 8809 чел. |  |
| 2000 | 8560 чел. |  |
| 2005 | 8352 чел. |  |